# Ranunculus meyeri
Ranunculus meyeri Harv. – gatunek rośliny z rodziny jaskrowatych (Ranunculaceae Juss.). Występuje naturalnie w Mozambiku, Zimbabwe, Lesotho oraz Republice Południowej Afryki. 

## Morfologia
PokrójBylina o wyprostowanych pędach. Dorasta do 3–16 cm wysokości.
LiścieMają prawie okrągły kształt. Mierzą 6–25 mm długości. Nasada liścia ma sercowaty kształt. Brzegi są karbowane. Ogonek liściowy jest owłosiony i ma 10–16 cm długości.
KwiatySą pojedyncze. Pojawiają się na szczytach pędów. Mają żółtą barwę. Dorastają do 10–14 mm średnicy. Działki kielicha są nagie i dorastają do 3–4 mm długości. Płatki mają podłużny lub igiełkowy kształt.
OwoceNagie niełupki o elipsoidalnym kształcie. Tworzą owoc zbiorowy – wieloniełupkę o półkulistym kształcie.

## Biologia i ekologia
Rośnie na bagnach i brzegach stawów. Występuje na wysokości od 1500 do 2000 m n.p.m.